# Zombeavers
Zombeavers (Brasil: Zombeavers: Terror no Lago ) é um filme de comédia de terror dirigido por Jordan Rubin, baseado no roteiro de Al Kaplan, Jordan Rubin e Jon Kaplan.
Sua estreia no Brasil ocorreu em 14 de fevereiro de 2016.